# Pieve di Santa Maria (Dicomano)

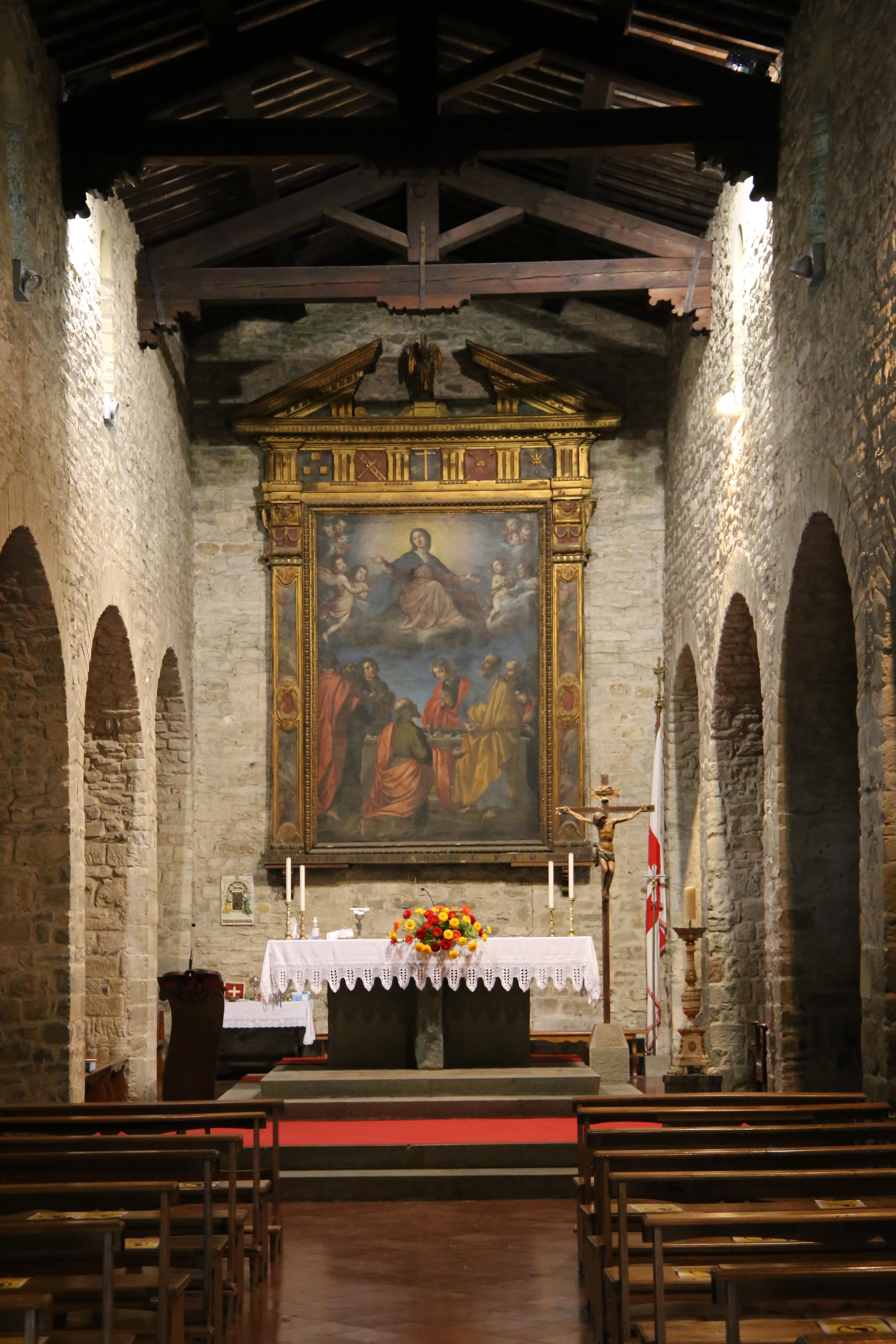
L'altare maggiore con la pala di Francesco Curradi

La pieve di Santa Maria si trova a Dicomano, su un poggio non lontano dal centro dell'abitato.

## Storia e descrizione
Ricordata dal 1136, la chiesa fu costruita sul perimetro di un antico tempio pagano. L'intervento più importante che la pieve subì fu quello del ribaltamento della facciata, da sud a nord, avvenuto probabilmente nel Quattrocento (una data 1472 è stata trovata sull'antica facciata con porticato). Danneggiata da due terremoti, ha subito vari interventi di restauro. La poderosa torre campanaria probabilmente è di origine militare.
La semplice facciata tardo quattrocentesca, con oculo, ospita il portale in pietra con stemma del cardinale Francesco Soderini che fu pievano di Santa Maria dal 1500 al 1515 circa, e si apre dove in origine era l'abside semicircolare.
L'interno assunse la forma a tre navate con la ricostruzione a seguito del terremoto del 1542, conclusa nel 1568 con la consacrazione. L'attuale aspetto, in cui le navate sono separate da archeggiature impostate su grossi pilastri e la pietra è lasciata a vista, è frutto dell'ultima ricostruzione, successiva all'ultimo terremoto del 1919, quando si volle darle un ipotetico aspetto neomedievale.  
Nella navata centrale, tra gli archi della navata sinistra, si nota il bel pulpito di pietra scolpito, opera toscana databile al tardo Seicento. La chiesa è ricca di opere d'arte: la terracotta invetriata con lo Sposalizio dei santi Gioacchino ed Anna attribuita a Santi Buglioni (1530 circa) è a tutta evidenza l'unica opera precedente il terremoto del 1542, dato che il trittico quattrocentesco con la Madonna col Bambino tra i santi Antonio Abate e Pietro, riferito a Ventura di Moro non proviene da questa chiesa. 
Dopo la ristrutturazione tardo cinquecentesca, la chiesa fu dotata di nuovi arredi e di nuove pale d'altare tardo cinquecentesche: la Madonna del Rosario con san Domenico, san Francesco, san Sebastiano, santa Caterina da Siena, santa Marta e santa Maria di Lazzaro di Santi di Tito, databile agli ultimi anni del Cinquecento, con cornice coeva, la Natività di Cosimo Gamberucci (firmata e datata 1595) con notevole cornice lignea intagliata originale datata 1598, la Madonna col Bambino tra i santi Caterina d'Alessandria, Paolo, Antonio Abate, Giuseppe, Francesco, Giovanni Battista, di Giovan Battista Naldini. Più tardi, nel Seicento, fu collocata la pala tuttora all'altare maggiore, l'Assunzione della Madonna e santi di Francesco Curradi, datata 1613.
La chiesa conserva inoltre una Madonna col Bambino e santi di un pittore fiorentino eccentrico dell'inizio del XVI secolo con i santi di destra ridipinti una cinquantina d'anni dopo, una versione su tavola della Pietà per Vittoria Colonna di Michelangelo, e un tabernacolo per l'olio santo riferito alla bottega di Giovanni della Robbia. 
Qui hanno trovato inoltre collocazione due opere provenienti dal territorio: la Santa Caterina d'Alessandria di Lorenzo Lippi (firmata e datata 1629) dalla pieve di San Martino a Corella mostra come il pittore unisca il suo sobrio naturalismo ad interessi verso il preziosismo materico del Furini e l'emotività espressiva del Vignali. La Madonna in gloria e santi di Agostino Melissi (1648) proviene invece dalla chiesa di San Donnino a Celle. 
Tra il fianco sinistro della chiesa e il campanile si apre un piccolo chiostro.